# Elysian Airlines
 (décembre 2023).
Elysian Airlines est une compagnie aérienne cargo basée à l'aéroport international de Yaoundé Nsimalen à Yaoundé, au Cameroun, et exerçait d'autres opérations importantes à l'aéroport Spriggs Payne (en) de Monrovia, au Libéria, et à l'aéroport international de Ahmed Sékou Touré de Conakry, en république de Guinée.

## Historique
Selon le site internet de la compagnie aérienne, elle a été fondée en janvier 2006 en tant que société anonyme, avec 51 % des actions détenues par un consortium camerounais et le reste par un groupe anglo-sud-africain. Les opérations programmées d'Elysian se sont arrêtées en 2010, mais ont repris en 2015.
Elysian Airlines a commencé avec un réseau intérieur au Cameroun, mais s'est depuis rapidement développée vers l'ouest. Depuis novembre 2008, la compagnie aérienne proposait un vaste réseau de services internationaux à travers l'Afrique de l'Ouest, ainsi qu'une répartition des vols intérieurs dans plusieurs pays. La compagnie aérienne propose également des services d'affrètement. Les services ont redémarré en 2015, en utilisant un Bae 146 pour les itinéraires réguliers ainsi que pour l'affrètement. Un Airbus A310 F a été acheté en 2015 et est utilisé pour les services de fret en Afrique, en Europe et au Moyen-Orient.

## Destinations
- Cameroon (Douala, Garoua, Maroua, Ngaoundéré, Yaoundé)
- Côte d'Ivoire (Abidjan)
- Gambie (Banjul)
- Guinée (Conakry, Kankan, Kissidougou, Labé, Nzerekore, Siguiri)
- Liberia (Greenville, Harper, Monrovia (Spriggs Payne), Zwedru)
- Sénégal (Dakar)
- Sierra Leone (Bo, Freetown, Hastings (en), Kenema, Makeni)

## Flotte
La flotte d'Elysian Airlines se compose des avions suivants (en août 2016) :
La compagnie aérienne exploitait auparavant trois autres avions British Aerospace 146 et un Airbus A310.